# Night and the City (1992)
Night and the City is een film uit 1992 van regisseur Irwin Winkler. Het is een nieuwe versie van de gelijknamige film noir uit 1950. De hoofdrollen worden vertolkt door Robert De Niro en Jessica Lange.

## Verhaal
Harry Fabian is een aan lager wal geraakte advocaat. Hij wordt verliefd op Helen, de vrouw van Phil Nasseros, en begint met haar een onmogelijke relatie. Ondertussen verliest Harry een rechtszaak. De winnaar is een malafide organisator van bokswedstrijden. Zijn naam is Ira "Boom Boom" Grossman. Harry wil geld en stapt zelf ook in het boksersmilieu. Hij werkt zelfs samen met Al Grossman, de broer van Ira, en krijgt bovendien het spaargeld van Helen. Harry zet veel op het spel en moet zijn uiterste best doen om uit de problemen te raken.

## Rolverdeling
| Acteur         | Personage                |
| -------------- | ------------------------ |
| Robert De Niro | Harry Fabian             |
| Jessica Lange  | Helen Nasseros           |
| Alan King      | Ira "Boom Boom" Grossman |
| Jack Warden    | Al Grossmann             |
| Eli Wallach    | Peck                     |
| Cliff Gorman   | Phil Nasseros            |

## Trivia
- De vertolking van Harry Fabian wordt algemeen beschouwd als een van de minst goede vertolkingen van Robert De Niro.
- Oorspronkelijk zou Martin Scorsese de film regisseren. Hij was trouwens degene die scenarist Richard Price een scenario liet schrijven. Zo'n zes jaar later verfilmde Irwin Winkler het scenario met De Niro in de hoofdrol.
- Jessica Lange en Robert De Niro speelden eerder ook al samen in Cape Fear (1991), een film van Martin Scorsese.
- In 1991 werkte Robert De Niro ook al samen met regisseur Irwin Winkler. Hij speelde toen de hoofdrol in Winklers film Guilty by Suspicion (1991).